# Ludovic Sylvestre
Ludovic Sylvestre (* 5. Februar 1984 in Le Blanc-Mesnil) ist ein französischer Fußballspieler.

## Vereinskarriere
Sylvestre spielte in seiner Jugend für Amical Courvilloise, Amicale Lucé Football, den FC Chartres, INF Clairefontaine, EA Guingamp sowie Racing Straßburg.
Anfang 2005 wurde das Mittelfeldtalent vom FC Barcelona verpflichtet. Dort spielte der Franzose meistens in der Segunda División B für die B-Mannschaft. In der Saison 2005/06 kam er auf zwei Einsätze in der Primera División und kann sich spanischer Meister 2006 nennen.
Im Sommer 2006 wurde Sylvestre auf Anraten von Ivan Hašek vom tschechischen Rekordmeister Sparta Prag verpflichtet. In der ersten Saisonhälfte 2006/07 stand er häufig in der Startelf, später war er meistens nur noch Ersatzspieler. Mit Sparta feierte Sylvestre den Gewinn des Doubles aus Meisterschaft und Pokal. Im Februar 2008 wurde Sylvestre an Viktoria Pilsen ausgeliehen.
Zur Saison 2008/09 wechselte Sylvestre zum FK Mladá Boleslav. Nach 60 Spielen für Mladá Boleslav, in denen der Mittelfeldspieler zwölf Tore erzielte, wechselte Sylvestre Mitte August 2010 zum Premier-League-Aufsteiger FC Blackpool.
Zum Sommer 2013 wechselte Sylvestre zum neuen Erstligisten Çaykur Rizespor und spielte hier drei Spielzeiten lang.